# Black Bart (wrestler)
Richard Harris, meglio conosciuto con il ring name di Black Bart (Texarkana, 30 gennaio 1948 – Fayetteville, 9 gennaio 2025), è stato un wrestler statunitense.

## Carriera

### Inizi (1975–1981)
Rick Harris esordì nel wrestling nel 1975. Adottò svariati ring name, come "Man Mountain Harris", "Hangman Harris" e "Hangman Ricky Harris".

### Mid-Atlantic Championship Wrestling (1981)
Nel 1981 lottò principalmente nella Mid-Atlantic Championship Wrestling con il ring name "Ricky Harris".

### Georgia Championship Wrestling (1982)
Da gennaio a maggio 1982 lottò nella Georgia Championship Wrestling.

### Mid South Wrestling (1982)
Da maggio a ottobre 1982 lottò nella Mid South Wrestling. Fu durante questo suo periodo come "Hangman" Rick Harris, lavorando per Bill Watts, che debuttò come cacciatore di taglie per Skandor Akbar nel 1982.

### Mid-Atlantic Championship Wrestling (1982–1983)
Nel novembre 1982 tornò nella MACW, dove rimase fino al maggio 1983.

### Southeastern Championship Wrestling e All-Japan Pro Wrestling (1983)
Da luglio a dicembre 1983, lottò nella Southeastern Championship Wrestling e nella All-Japan Pro Wrestling.

### Championship Wrestling from Florida (1983–1984)
Nel dicembre 1983, Harris si spostò nella Championship Wrestling from Florida. Lì formò un tag team denominato "Long Riders" con Ron Bass e i due vinsero i titoli NWA United States Tag Team (versione della Florida).

### Mid-Atlantic Championship Wrestling (1984–1986)
Nell'agosto 1984 fece ritorno alla Mid-Atlantic Championship Wrestling insieme a Bass, dove ebbero come manager J.J. Dillon. Dopo essersi separato da Bass nel 1985, ebbe dei feud con Ron Garvin, Terry Taylor e Sam Houston per il titolo NWA Mid-Atlantic Championship, che riuscì a vincere e difendere. Durante questo periodo, Black Bart sviluppò la sua mossa finale conosciuta con il nome "Texas Trash Compactor".

### World Class Championship Wrestling (1986–1987)
Nel settembre 1986 andò nella World Class Championship Wrestling dove ebbe un feud con Chris Adams e Kevin Von Erich per il titolo World Class. Quando Adams, che deteneva il World Class Championship, lasciò la compagnia nel settembre 1986, il titolo venne assegnato a Bart (nella finzione fu detto che Bart aveva conquistato la cintura battendo Adams in un match svoltosi a Los Angeles). Bart perse la cintura in favore di Kevin Von Erich un mese dopo a Dallas. Nel maggio 1987 lasciò la WCCW per trasferirsi nella UWF.

### Universal Wrestling Federation e Mid-Atlantic Championship Wrestling (1987–1988)
Mentre era nella Universal Wrestling Federation, la compagnia cominciò a co-produrre show con la NWA. Lottando nella Jim Crockett Promotions, ricevette un push considerevole conquistando l'NWA National Heavyweight Championship e l'NWA Mid-Atlantic Heavyweight Championship. Lottò anche in un torneo per l'NWA Western States Heritage Championship, dove perse in finale contro Barry Windham.

### World Class Championship Wrestling (1988)
Nel marzo 1988 fece ritorno alla World Class Championship Wrestling. Rimase nella compagnia fino alla fine dell'anno.

### Professional Wrestling Federation (1989)
All'inizio del 1989 Harris tornò in Florida e fece coppia con Bobby Jaggers e Tony Anthony in una rivalità con Dustin Rhodes, Mike Graham e The Nasty Boys.

### United States Wrestling Association (1989)
Nel maggio 1989 Black Bart ebbe un feud a Memphis con Jerry Lawler e Jeff Jarrett.

### World Wrestling Federation (1990–1991)
Il 22 gennaio 1990, Black Bart esordì nella World Wrestling Federation sconfiggendo Lee Peak in un dark match a WWF Superstars of Wrestling. Quattro settimane dopo fece la prima apparizione televisiva, venendo sconfitto da Tito Santana a Prime Time Wrestling il 19 febbraio. Per il resto dell'anno, lavorò principalmente come jobber. Bart apparve in oltre un centinaio di incontri, riportando vittorie contro Jim Powers, Paul Diamond, Mark Young, Jim Evans e Pez Whatley.
Bart fu l'avversario di molti lottatori al loro debutto in WWF. Il 24 aprile 1990 fu sconfitto da Dustin Rhodes durante un dark match a Wrestling Challenge. Il 21 luglio a WWF Superstars of Wrestling, in coppia con Tom Stone affrontò i Legion of Doom nel loro primo match nella compagnia. Il 24 luglio 1990 fu sconfitto da Shane Douglas in un house show a Los Angeles, California. Dopo una serie di 5 match contro Jim Powers (tutti persi), in agosto lottò con Pez Whatley. Poi fu la volta dell'ex Killer Bee Jim Brunzell. Brunzell prevalse sempre.
Il 19 gennaio 1991 a WWF Superstars of Wrestling, insieme a WT Jones sfidò senza successo The Hart Foundation. Questo fu il suo match finale in WWF, poiché poco tempo dopo tornò nella WCCW.

### Carriera successiva (1991–2002, 2006)
Due mesi dopo l'uscita dalla WCW, Bart riemerse nella Global Wrestling Federation. In coppia con Tug Taylor affrontò Chris Walker e Steve Simpson. Durante questo periodo vinse il titolo Bass Knuckles, e anche i titoli di coppia GWF per tre volte, inclusa una insieme a John Hawk.
Harris tornò in WCW il 26 novembre 1995, quando partecipò alla 60 man three ring battle royal svoltasi al PPV World War 3. Lottando come "Big Train Bart", fu eliminato. Apparve poi a WCW Saturday Night il 30 novembre, dove affrontò Disco Inferno.
Per il resto della sua carriera lottò in federazioni regionali facenti parte del circuito indipendente statunitense, prima di ritirarsi dal ring nel 2002. Ritornò a combattere nel 2006 in occasione di qualche show in Texas.
Come allenatore di giovani talenti, il suo pupillo più famoso è stato John Bradshaw Layfield. Harris ha anche diretto una scuola di wrestling professionale presso il Dallas Sportatorium.

## Vita privata
Malato di diabete, nel 2015 fu sottoposto a un intervento di bypass cardiaco.
Nel luglio 2016 si è costituito parte civile in una class action nei confronti della WWE, con l'avvocato Konstantine Kyros a rappresentare i querelanti. Nel settembre 2018 le cause sono state respinte dal giudice Vanessa Lynne Bryant, ma è stato presentato ricorso. Il contenzioso sostiene che la WWE ha deliberatamente nascosto i rischi di lesioni gravi e permanenti ai suoi atleti. Nel settembre 2020 il ricorso è stato respinto da una corte d'appello federale.
Il 24 dicembre 2024, Dutch Mantell nel suo podcast Story Time with Dutch Mantell ha riferito che Harris stava combattendo contro un cancro al fegato al quarto stadio ed era però tornato a casa dall'ospedale perché la sua assicurazione era scaduta. È stato anche riferito che Harris avrebbe interrotto il trattamento chemioterapico. Morì il 9 gennaio 2025, tre settimane prima del suo settantasettesimo compleanno.

## Personaggio
Mossa finale
- Texas Trash Compactor

## Titoli e riconoscimenti
- ACTS Wrestling Alliance
  - ACTS Heavyweight Championship (1)[12]
- Championship Wrestling from Florida
  - NWA Brass Knuckles Championship (Florida version) (1)
  - NWA Florida Tag Team Championship (2) – con Bobby Jaggers (1) e Tony Anthony (1)
  - NWA United States Tag Team Championship (Florida version) (3) – con Ron Bass
- Continental Wrestling Association
  - CWA Heavyweight Championship (2)
- Global Wrestling Federation
  - GWF Brass Knuckles Championship (1)
  - GWF Tag Team Championship (3) – con Bill Irwin (1), Johnny Mantel (1) e John Hawk (1)
- Jim Crockett Promotions
  - NWA Brass Knuckles Championship (Mid-Atlantic version) (1)
  - NWA Mid-Atlantic Heavyweight Championship (1)
  - NWA Mid-Atlantic Tag Team Championship (1) – con Ron Bass
  - NWA National Heavyweight Championship (1)
- Pro Wrestling Illustrated
  - 348º classificato nella lista dei migliori 500 wrestler singoli nei "PWI Years" del 2003
- Southeastern Championship Wrestling
  - NWA Alabama Heavyweight Championship (2)
- Texas Wrestling Hall of Fame
  - Classe del 2013
- World Class Wrestling Association
  - WCWA World Heavyweight Championship (1)[13][14]